# The Exterminator
The Exterminator és una pel·lícula d'acció estatunidenca de 1980 dirigida per James Glickenhaus i protagonitzada per Robert Ginty com un veterà del Vietnam, John Eastland, que treu als punks del carrer i les persones involucrades en la delinqüència organitzada quan la llei no fa justícia.

## Argument
John Eastland, un veterà de la guerra de Vietnam, és testimoni de com el seu amic cau víctima d'una emboscada i és brutalment apallissat per una banda de carrer a Nova York. John decideix prendre's la justícia per la seva mà i venjar al seu amic convertint-se en un vigilant que eliminarà a bandes, mafioses, pederastes i qualsevol que ell consideri que s'ho mereix. Per al públic és un heroi, però per a la policia L'Exterminador és un psicòpata perillós capaç de posar en perill el sistema.

## Repartiment
| Actor            | Personatge        | Càrrec del personatge a la pel·lícula |
| ---------------- | ----------------- | ------------------------------------- |
| Robert Ginty     | John Eastland     | Soldat retirat                        |
| Steve James      | Michael Jefferson | Millor amic de John                   |
| Samantha Eggar   | Megan Stewart     | Doctora                               |
| Patrick Farrelly | Shaw              | Agent de la CIA                       |
| David Lipman     | El senador        | Senador de l'estat de Nova Jersey     |
| George Cheung    | Vietcong          | Líder del Vietcong                    |
| Michele Harrell  | Maria Jefferson   | Familiar de Michael                   |

## Recepció crítica
Rotten Tomatoes informa d'una qualificació del 36% basada en 11 ressenyes, que indiquen principalment ressenyes negatives.
"James Glickenhaus comet el pecat més important de rodar una pel·lícula d'acció amb poca acció. [En comptes], el seu guió inventat opta per la violència grotesca en una sèrie d'escenes grolleres i desagradables". 
En una exhibició anticipada; sis mesos abans del llançament de la pel·lícula, Roger Ebert, del Chicago Sun-Times, criticà The Exterminator per ser un "exemple malalt de la descendència gairebé increïble" que les pel·lícules nord-americanes havien pres "en una cruesa salvatge". Va anomenar a la pel·lícula una "còpia directa" de Death Wish (1974). Després d'investigar la franquícia Death Wish, l'escriptor Paul Talbot va concloure Death Wish "va inspirar" un nombre de "pel·lícules sàdiques de temàtica justiciera"; The Exterminator era una de elles. The New York Times, d'altra banda, va elogiar l'actuació, però notava que la pel·lícula quedava aturada pel "guió i direcció" de "principiant" James Glickenhaus; i per "la il·luminació, treball de càmera i so que s'avaluaria amb una 'F' a l'escola de cinema".
Els crítics contemporanis han estat més agraïts. Eoin Friel, d'Action Elite, va adjudicar tres estrelles i mitja de cinc. Tot i que va trobar que la primera escena era "impactant", la interpretació era una mica "fluixos" i els efectes "antiquats", va admetre que la pel·lícula "t'agafa des del principi". Phil Beresford de Den of Geek va fer una valoració mixta. Va afirmar que si bé Ginty "no és el més gran ni el més carismàtic" dels actors, "la seva essencial normalitat funciona realment dins dels límits" de la pel·lícula.

## Controvèrsia
A causa de la seva violència gràfica, The Exterminator ha estat un tema controvertit des del seu llançament. Dr. Sharon Packer i Jody Pennington van parlar d'aquesta controvèrsia i de la "justícia extrema" de la pel·lícula en el seu llibre A History of Evil in Popular Culture. Van afirmar que la violència va ser un factor que va contribuir a "l'èxit" de la pel·lícula, ja que al "públic li va encantar."

## Seqüela
El 1984 es va estrenar una seqüela, Exterminator 2. Ginty i el productor Mark Buntzman van retornar, alhora que Buntzman també feia de director. La seqüela va tenir menys èxit. va recaptar $3.7 milions de dòlars en l'edició de vídeo, mentre que la seva predecessora va recaptar-ne $5 milions.